# 君だけの道
「君だけの道」（きみだけのみち）は、吉成圭子の2ndシングル。または同シングルに収録された楽曲。1995年3月15日発売。規格品番は、PODH-1246。

## 収録曲
1. 君だけの道
  - 作詞：木本慶子 / 作曲：前田克樹 / 編曲：根岸貴幸
2. 夢の旅
  - 作詞：鈴之助 / 作曲：佐藤純朗 / 編曲：根岸貴幸
3. 明日への勇気（アコースティック・ヴァージョン）
  - 作詞、作曲：前田克樹 / 編曲：根岸貴幸
4. 君だけの道（オリジナル・カラオケ）